# Caaba
Caaba (em árabe: ٱلْكَعْبَة, translit. al-Kaʿbah, lit. 'O Cubo', pronúncia árabe: [kaʕ.bah]), também escrita Kaaba ou Kabah, por vezes referida como al-Caaba al-Musharrafah (em árabe: ٱلْكَعْبَة ٱلْمُشَرَّفَة, translit. al-Kaʿbah al-Musharrafah, lit. 'Caaba Honrada'), é o edifício no centro da mesquita mais importante do Islã, a Masjid al-Haram em Meca, na Arábia Saudita. É o local mais sagrado do Islã e é considerado pelos muçulmanos como a Bayt Allah (em árabe: بَيْت ٱللَّٰه, lit. 'Casa de Deus'). E é a quibla (em árabe: قِبْلَة, direção da oração) para muçulmanos em todo o mundo durante a realização de Salá.
Os muçulmanos acreditam que a Caaba foi reconstruída várias vezes ao longo da história, principalmente por Abraão e seu filho Ismael, quando ele retornou ao vale de Meca vários anos após deixar sua esposa Agar e Ismael lá sob o comando de Alá. Circulando a Caaba sete vezes no sentido anti-horário, conhecido como tawaf (em árabe: طواف, translit. tawaaf), é um rito obrigatório para a conclusão das peregrinações do haje e da umra. A área ao redor da Caaba na qual os peregrinos circulam é chamada de Mataaf.
A Caaba e a Mataaf estão rodeados por peregrinos todos os dias do ano islâmico, exceto o dia 9 de Dhu al-Hijjah, em que o pano cobrindo a estrutura, conhecida como a kiswah é trocado. No entanto, o aumento mais significativo em seu número ocorre durante o Ramadã e o haje, quando milhões de peregrinos se reúnem para o tawaf. De acordo com o Ministério do Haje e da Umrah, 6.791.100 peregrinos chegaram para a peregrinação da Umrah no ano islâmico 1439 AH, um aumento de 3,6% em relação ao ano anterior, com 2.489.406 outros chegando para o haje de 1440 AH.

## Lexicologia
O significado literal da palavra Caaba (em árabe: كعبة) é um cubo.

## História

### Origem

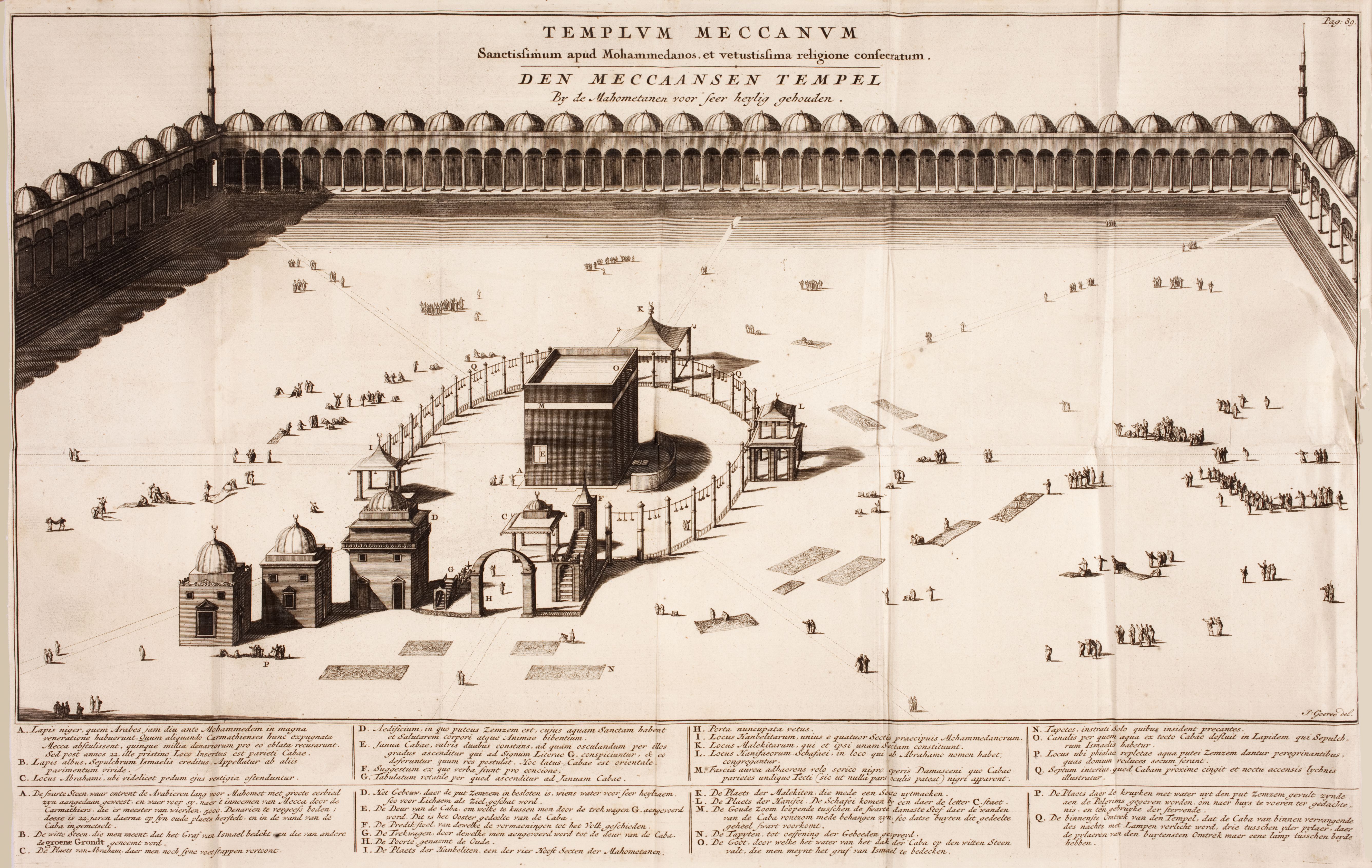
Vista da Caaba, 1718. Adriaan Reland: Verhandeling van de godsdienst der Mahometaanen

Antes do Islã surgir em toda a Península Arábica, a Caaba era um local sagrado para as várias tribos beduínas da região. Uma vez a cada ano lunar, as tribos beduínas faziam uma peregrinação a Meca. Pondo de lado quaisquer feudos tribais, eles adorariam seus deuses na Caaba e comerciam uns com os outros na cidade. Várias esculturas e pinturas foram feitas dentro da Caaba. Sabe-se que uma estátua de Hubal (o principal ídolo de Meca) e estátuas de outras divindades pagãs foram colocadas dentro ou ao redor da Caaba. Havia pinturas de ídolos decorando as paredes. Uma imagem de Issa e sua mãe Mariam estava situada dentro da Caaba e mais tarde encontrada por Maomé após sua conquista de Meca. A iconografia retratou uma Mariam sentada com seu filho no colo. A iconografia na Caaba também incluiu pinturas de outros profetas e anjos . Decorações indefinidas, dinheiro e um par de chifres de carneiro foram registrados como estando dentro da Caaba. Diz-se que o par de chifres de carneiro pertencia ao carneiro sacrificado por Abraão no lugar de seu filho Ismael, segundo a tradição islâmica. Em seu livro Islam: A Short History, Karen Armstrong afirma que a Caaba foi oficialmente dedicada a Hubal, uma divindade nabateana, e continha 360 ídolos que provavelmente representavam os dias do ano. No entanto, na época de Maomé, parece que a Caaba era venerada como o santuário de Alá, o Deus Supremo. Uma vez por ano, tribos de toda a Península Arábica, fossem cristãs ou pagãs, convergiam para Meca para realizar a peregrinação do haje, marcando a convicção generalizada de que Alá era a mesma divindade adorada pelos monoteístas. Alfred Guillaume, em sua tradução da Sira de Ibne Ixaque, diz que a própria Caaba pode ser referido na forma feminina. A circunvolução era frequentemente realizada por homens nus e mulheres quase inteiramente nuas. É questionado se Alá e Hubal eram a mesma divindade ou diferentes. De acordo com uma hipótese de Uri Rubin e Christian Robin, Hubal era venerado apenas por coraixitas e a Caaba foi primeiro dedicada a Alá, um deus supremo de indivíduos pertencentes a diferentes tribos, enquanto o panteão dos deuses dos coraixitas foi instalado na Caaba depois que eles conquistaram Meca um século antes da época de Maomé.

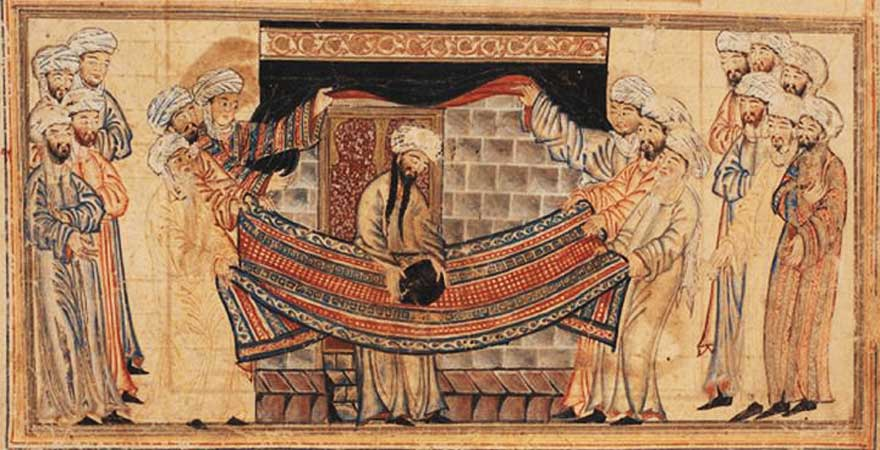
Miniatura de 1307 DC retratando o Profeta Muhammad fixando a pedra negra na Caaba

Imoti afirma que havia vários santuários como a Caaba na Arábia ao mesmo tempo, mas este era o único que foi construído de pedra. Os outros também teriam homólogos da Pedra Negra. Havia uma "Pedra Vermelha" na Caaba da cidade de Ghaiman, no sul da Arábia; e a "Pedra Branca" na Caaba de al-Abalat (perto da Tabala moderna). Grunebaum no Islã Clássico aponta que a experiência da divindade daquele período era frequentemente associada aos feitiços de pedras, montanhas, formações rochosas especiais ou "árvores de crescimento estranho". Armstrong diz ainda que se pensava que a Caaba estava no centro do mundo, com o Portão do Céu diretamente acima dela. A Caaba marcava o local onde o mundo sagrado se cruzava com o profano; a Pedra Negra embutida era mais um símbolo disso, como um meteorito que havia caído do céu e ligava o céu à terra.
De acordo com Sarwar, cerca de 400 anos antes do nascimento de Maomé, um homem chamado 'Amr bin Luhayy, que descendia dos catanitas e era o rei de Hijaz, colocou um ídolo de Hubal no telhado da Caaba. Este ídolo era uma das principais divindades da tribo governante coraixita. O ídolo era feito de ágata vermelha e tinha a forma de um humano, mas com a mão direita quebrada e substituída por uma mão de ouro. Quando o ídolo foi movido para dentro da Caaba, ele tinha sete flechas na frente, que eram usadas para adivinhação. Para manter a paz entre as tribos em guerra perpétua, Meca foi declarada um santuário onde nenhuma violência era permitida em um raio de 32 quilômetros da Caaba. Essa zona livre de combates permitiu que Meca prosperasse não apenas como um local de peregrinação, mas também como um centro comercial.
Muitos historiadores muçulmanos e acadêmicos enfatizam o poder e a importância da Meca pré-islâmica. Eles a descrevem como uma cidade que enriqueceu com os lucros do comércio de especiarias. Crone acredita que isso é um exagero e que Meca pode ter sido apenas um posto avançado de comércio com nômades por couro, tecido e manteiga de camelo. Crone argumenta que, se Meca tivesse sido um conhecido centro de comércio, teria sido mencionada por autores posteriores como Procópio, Nonoso ou os cronistas da igreja síria escrevendo em siríaco. A cidade está ausente, no entanto, de quaisquer geografias ou histórias conhecidas escritas nos três séculos antes do surgimento do Islã. De acordo com a Encyclopædia Britannica, "antes do surgimento do Islã, a Caaba era reverenciada como um santuário sagrado e um local de peregrinação". Segundo o historiador Eduard Glaser, o nome "Caaba" pode ter sido relacionado à palavra "mikrab" do sul da Arábia ou da Etiópia, que significa um "templo". Novamente, Crone contesta essa etimologia.
Na literatura samaritana, o Livro Samaritano dos Segredos de Moisés (Asatir) afirma que Ismael e seu filho mais velho Nebaiote construíram a Caaba, bem como a cidade de Meca." O livro Asatir foi provavelmente compilado no século X, embora Moses Gaster sugerisse em 1927 que ele foi escrito o mais tardar na segunda metade do século III a.C..

#### De acordo com a tradição islâmica

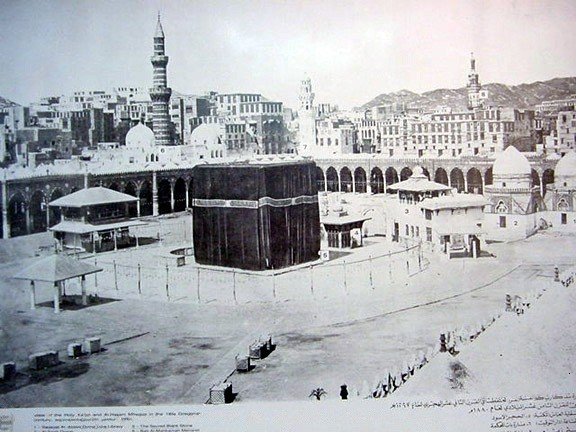
A Caaba em 1880

O Alcorão contém vários versos sobre a origem da Caaba. Afirma que ela foi a primeira Casa de Adoração para a humanidade e que foi construída por Ibrahim (Abraão) e Ismail sob as instruções de Alá.
Ibne Catir, em sua famosa exegese (tafsir) do Alcorão, menciona duas interpretações entre os muçulmanos sobre a origem da Caaba. Uma é que o santuário era um local de adoração para anjos (mala'ikah) antes da criação do homem. Mais tarde, uma casa de adoração foi construída no local e foi perdida durante o dilúvio na época de Noé e foi finalmente reconstruída por Abraão e Ismael, conforme mencionado posteriormente no Alcorão. Ibne Catir considerava essa tradição fraca e preferia, em vez da narração de Ali ibn Abi Talib, que embora vários outros templos possam ter precedido a Caaba, ela foi a primeira Bayt Allah ("Casa de Deus"), dedicada exclusivamente a Ele, construído por Suas instruções e santificada e abençoada por Ele, conforme declarado no Alcorão 22: 26-29. Um hádice em Al-Bukhari afirma que a Caaba foi a primeira mesquita na Terra e a segunda foi o Templo em Jerusalém.
Enquanto Abraão estava construindo a Caaba, um anjo trouxe para ele a Pedra Negra que ele colocou no canto leste da estrutura. Outra pedra foi a Maqam Ibrahim, a Estação de Abraão, onde Abraão representou a elevação durante a construção da estrutura. Os muçulmanos acreditam que a Pedra Negra e a Maqam Ibrahim são os únicos remanescentes da estrutura original feita por Abraão, já que a estrutura remanescente teve que ser demolida e reconstruída várias vezes ao longo da história para sua manutenção. Depois que a construção foi concluída, Deus ordenou aos descendentes de Ismael que realizassem uma peregrinação anual: o haje e o korban, o sacrifício de gado. A vizinhança do santuário também foi transformada em um santuário onde o derramamento de sangue e a guerra eram proibidos.[Alcorão 22:26]
De acordo com a tradição islâmica, ao longo dos milênios após a morte de Ismael, sua progênie e as tribos locais que se estabeleceram ao redor do Poço de Zamzam gradualmente se voltaram para o politeísmo e a idolatria. Vários ídolos foram colocados dentro da Caaba representando divindades de diferentes aspectos da natureza e diferentes tribos. Vários rituais foram adotados na peregrinação, incluindo fazer a circunvolução nua. Um rei chamado Tubba 'é considerado o primeiro a ter uma porta construída para a Caaba, de acordo com os ditos registrados no Akhbar Makka de Al-Azraqi.

#### Ptolomeu e Diodoro Sículo
Na obra Enciclopédia do Islã, Wensinck identifica Meca com um lugar chamado Macoraba mencionado por Ptolomeu. G. E. von Grunebaum afirma: "Meca é mencionada por Ptolomeu. O nome que ele dá permite identificá-la como uma fundação no sul árabe criada em torno de um santuário." A obra Comércio de Meca e a Ascensão do Islã, de Patricia Crone argumenta que a identificação de Macoraba com Meca é falsa e que Macoraba era uma cidade no sul da Arábia no que era então conhecida como Arábia Félix. Um estudo recente revisou os argumentos para Macoraba e os considerou insatisfatórios.

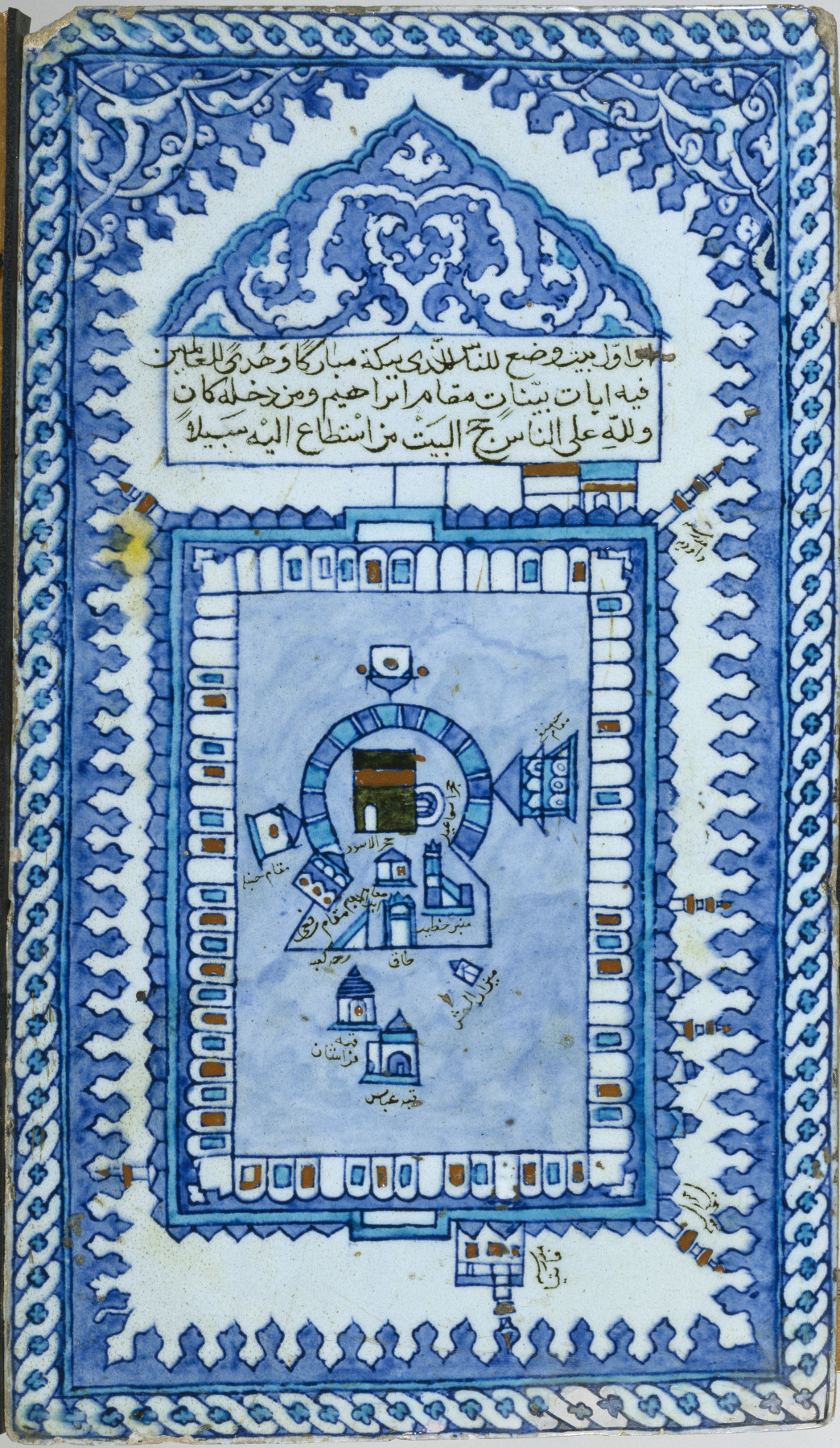
Azulejos otomanos representando a Caaba, século XVII.

Com base em um relatório anterior de Agatárquides, Diodoro Sículo menciona um templo ao longo da costa do Mar Vermelho, "que é muito sagrado e extremamente reverenciado por todos os árabes". Edward Gibbon acreditava que esta era a Caaba. No entanto, Ian D. Morris argumenta que Gibbon interpretou mal a fonte: Diodoro coloca o templo muito ao norte para que fosse Meca.

#### Crônica nestoriana
Esta curta crônica nestoriana (de origem cristã) escrita não depois do ano 660 cobre a história até a conquista árabe e também dá uma nota interessante sobre a geografia árabe. A seção que cobre a geografia começa com uma especulação sobre a origem do santuário muçulmano na Arábia:
"Em relação ao K'bta (Caaba) de Abraão, não temos sido capazes de descobrir o que é, exceto que, porque o bendito Abraão enriqueceu em propriedades e queria fugir da inveja dos cananeus, ele escolheu viver no partes distantes e espaçosas do deserto. Por morar em tendas, ele construiu aquele lugar para a adoração a Deus e para a oferta de sacrifícios. Tirou o nome atual do que tinha sido, já que a memória do lugar foi preservada com as gerações de sua raça. Na verdade, não era novidade que os árabes adoravam ali, mas remonta à antiguidade, aos seus primeiros dias, no sentido de que honram o pai da cabeça de seu povo."
Este é um registro antigo do Califado Ortodoxo, de origem cristã, que menciona explicitamente a Caaba, e confirma a ideia de que não apenas os árabes, mas também alguns cristãos, associaram o local a Abraão no século VII. Este é o segundo texto datável que menciona a Caaba, sendo o primeiro alguns versos do Alcorão.

#### Inscrições nas rochas do Islã primitivo: evidências documentais da Caaba.

A inscrição na rocha de Medina escrita por 'Khadim Al Kaaba', do século I ou II do Islã

O arqueólogo saudita Mohammed Almaghthawi descobriu algumas inscrições nas rochas que mencionam a Masjid al-Haram e a Caaba, que datam do primeiro e segundo séculos do Islã. Um deles diz o seguinte:
"Deus basta e escreveu Maysara bin Ibrahim Servo da Caaba (Khadim al-Kaaba)."

### Era de Maomé
Durante a vida de Maomé (570-632 d.C), a Caaba foi considerada um local sagrado pelos árabes locais. Maomé participou da reconstrução da Caaba depois que sua estrutura foi danificada devido às enchentes por volta de 600. A Sira de Ibne Ixaque, uma das biografias de Maomé (conforme reconstruída e traduzida por Guillaume), o descreve resolvendo uma disputa entre os clãs de Meca sobre qual deles deveria colocar a Pedra Negra em seu lugar. De acordo com a biografia de Ixaque, a solução de Maomé foi fazer com que todos os anciãos do clã levantassem a pedra angular em uma capa, onde a pedra foi colocada em seu lugar final por Maomé com suas próprias mãos. Ibne Ixaque diz que a madeira para a reconstrução da Caaba veio de um navio grego que naufragou na costa do Mar Vermelho em Shu'aybah e que o trabalho foi executado por um carpinteiro copta chamado Baqum.
Os muçulmanos inicialmente consideraram Jerusalém como sua quibla, ou direção de oração, e voltaram-se para ela enquanto ofereciam orações; no entanto, a peregrinação à Caaba era considerada um dever religioso, embora seus rituais ainda não tivessem sido finalizados. Durante a primeira metade do tempo de Maomé como profeta enquanto estava em Meca, ele e seus seguidores foram severamente perseguidos, o que acabou levando à migração para Medina no ano 622. Em 624, os muçulmanos acreditam que a direção da quibla foi alterada da Masjid al-Aqsa para a Masjid al-Haram em Meca, com a revelação da Surah 2, versículo 144.[Alcorão 2:144]  Em 628, Maomé liderou um grupo de muçulmanos em direção a Meca com a intenção de realizar a Umrah, mas foi impedido de fazê-lo pelos coraixitas. Ele garantiu um tratado de paz com eles, o Tratado de Hudaibia, que permitiu aos muçulmanos peregrinar livremente na Caaba partir do ano seguinte.

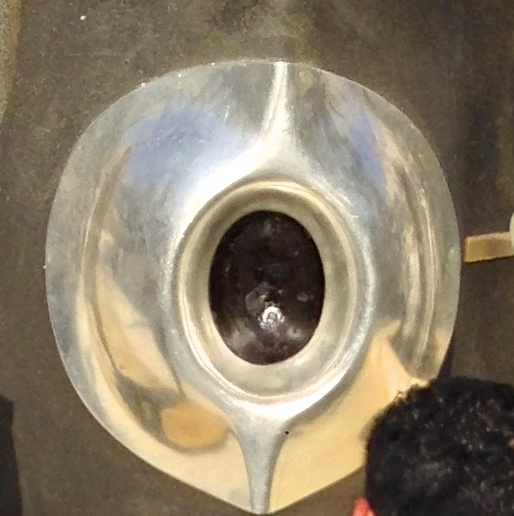
A Pedra Negra é vista através de um portal na Caaba

No auge de sua missão, em 630, depois que os aliados dos coraixitas, Banu Bakr, violaram o Tratado de Hudaibia, Maomé conquistou Meca. Sua primeira ação foi remover estátuas e imagens da Caaba. De acordo com relatos coletados por Ibne Ixaque e al-Azraqi, Maomé poupou uma pintura de Maria e Jesus e um afresco de Abraão.
Após a conquista, Maomé reafirmou a santidade de Meca, incluindo sua Masjid al-Haram, no Islã. Ele realizou o Haje em 632, chamado Hujate Aluada ("Peregrinação de despedida"), pois Maomé profetizou sua morte iminente neste evento.

### Depois de Maomé
A Caaba foi consertada e reconstruída várias vezes. A estrutura foi gravemente danificada por um incêndio em 31 de outubro de 683, durante o primeiro cerco de Meca na guerra entre os omíadas e Abedalá ibne Zobair, um dos primeiros muçulmanos que governou Meca por muitos anos entre a morte de ʿAli e a consolidação do poder pelos omíadas. Abedalá a reconstruiu para incluir o hatīm. Ele o fez com base em uma tradição (encontrada em várias coleções de hádice) de que o hatīm era um remanescente das fundações da Caaba abraâmica e que o próprio Maomé desejava reconstruí-lo para incluí-lo.[carece de fontes?]
Durante o haje de 930, os carmatas xiitas atacaram Meca sob Abu Tair Aljanabi, profanaram o Poço de Zamzam com os corpos de peregrinos e roubaram a Pedra Negra, levando-a para o oásis na Arábia Oriental conhecido como Alaça, onde permaneceu até que os abássidas a resgataram em 952. A forma e a estrutura básicas da Caaba não mudaram desde então.[carece de fontes?]
Após fortes chuvas e inundações em 1626, as paredes da Caaba ruíram e a mesquita foi danificada. No mesmo ano, durante o reinado do imperador otomano Murade IV, a Caaba foi reconstruída com pedras de granito de Meca e a mesquita foi renovada A aparência da Caaba não mudou desde então.
A Caaba é retratada no verso de 500 notas de rial saudita e nas notas de 2000 do rial iraniano.

## Arquitetura
A Caaba é uma estrutura em forma de cubo feita de pedras. Tem aproximadamente 13,1 metros de altura (alguns afirmam 12,03 metros), com lados medindo 11,03 m por 12,86 m.
Cada item numerado na lista a seguir corresponde aos recursos observados na imagem do diagrama.

Planta básica da Caaba

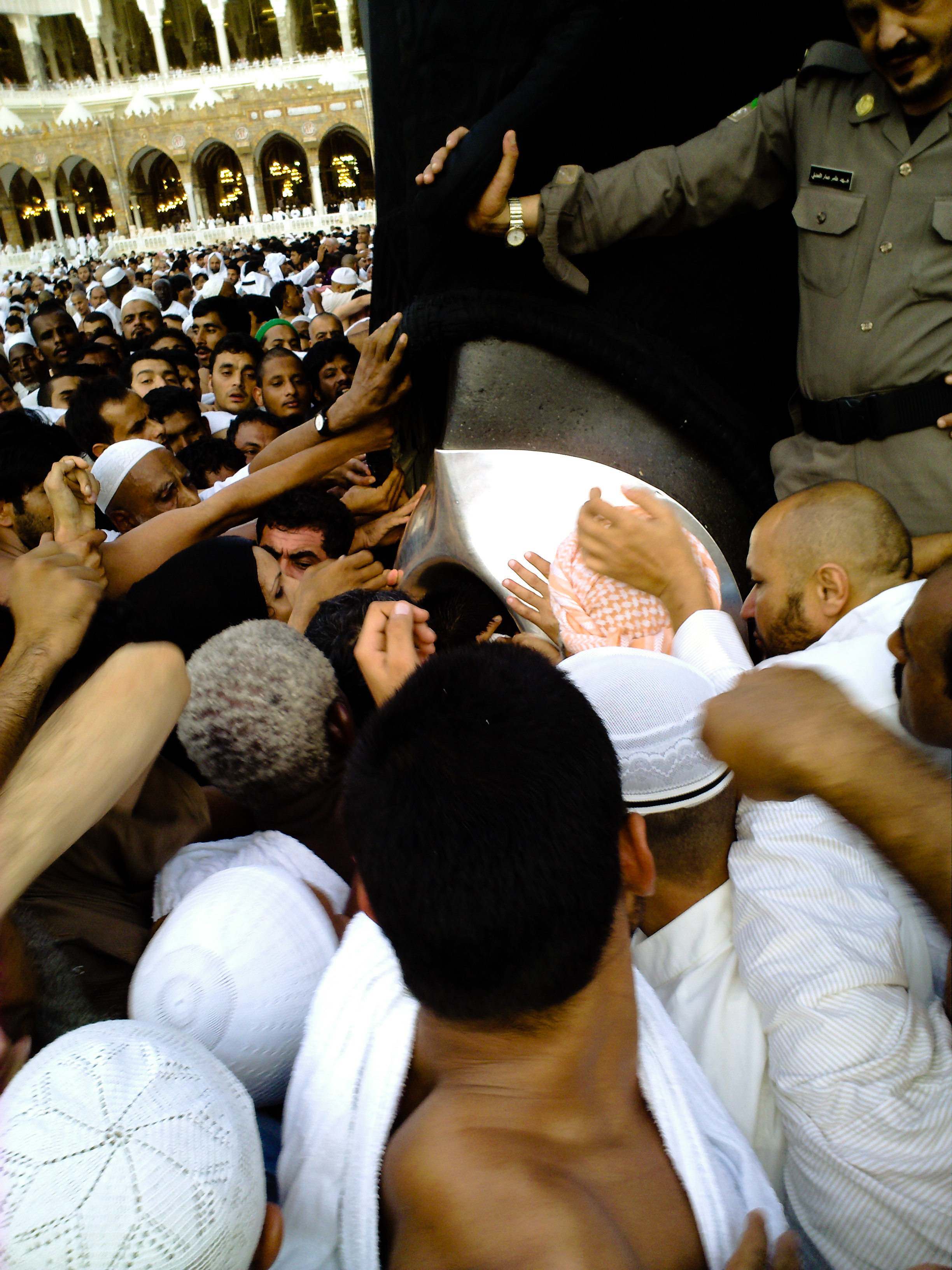
Canto da Caaba onde está a Pedra Negra

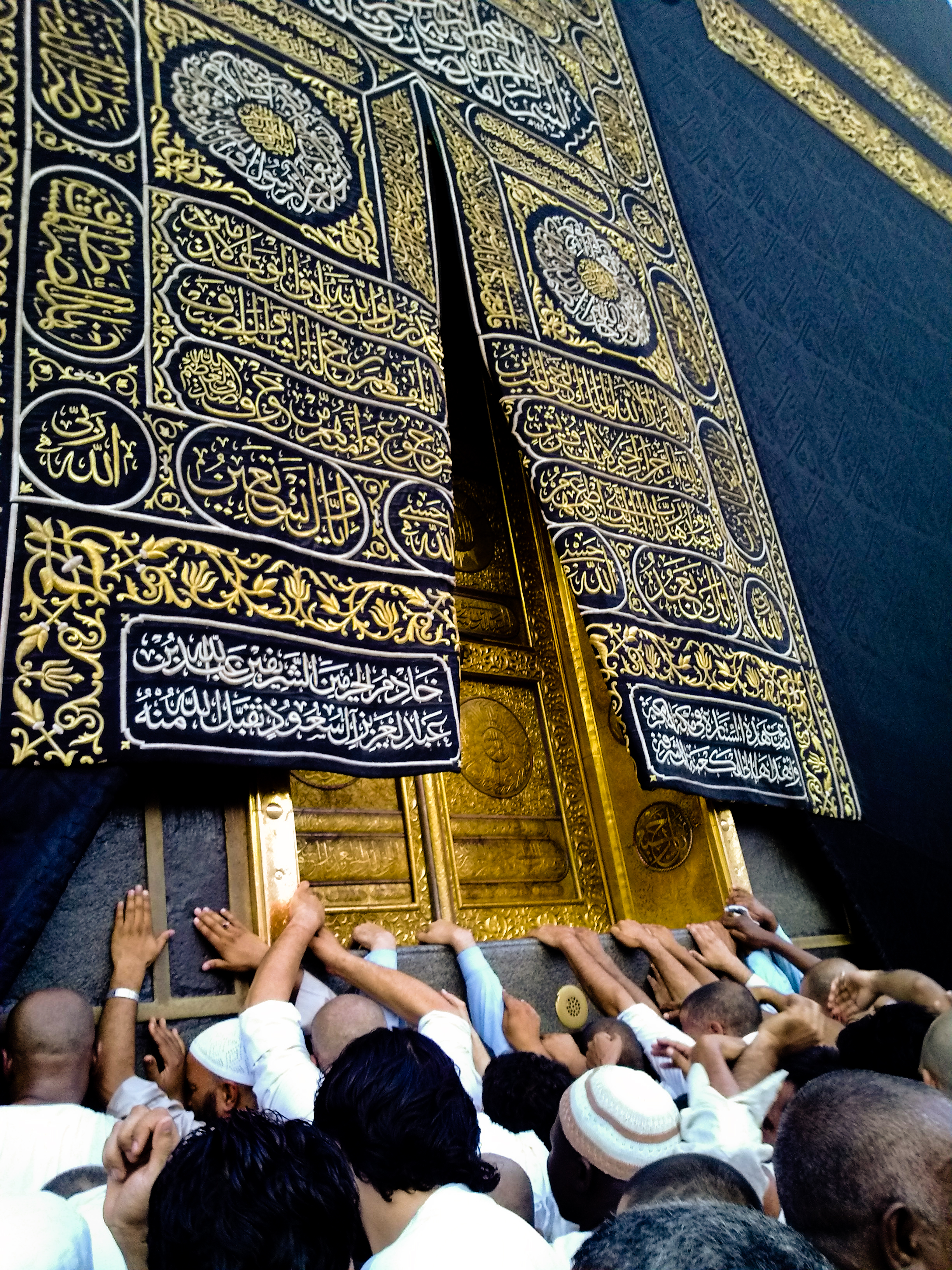
Portal dourado da Caaba

1. O Ḥajar al-Aswad (em árabe: الحجر الأسود, romanizado: al-Hajar al-Aswad, literalmente 'A Pedra Negra'), está localizado no canto leste da Caaba. É o local onde os muçulmanos iniciam a circunvolução da Caaba, conhecida como tawaf.
2. A entrada é uma porta colocada 2,13 m acima do solo na parede nordeste da Caaba, chamada de Bab ar-Rahmah (em árabe: باب الرحمة, lit. 'Porta da Misericórdia'), que também funciona como fachada.[2] Em 1979, as portas de ouro de 300 kg feitas pelo artista Ahmad bin Ibrahim Badr e substituíram as velhas portas de prata feitas por seu pai, Ibrahim Badr, em 1942.[56] Há uma escada de madeira com rodas, geralmente armazenada na mesquita entre o portão em forma de arco de Banū Shaybah e o Poço de Zamzam. A porta sobrevivente mais antiga data do ano 1045.[29]
3. O Mīzāb al-Raḥmah, comumente abreviado para Mīzāb ou Meezab, é a calha de chuva feita de ouro. Adicionada quando a Caaba foi reconstruída em 1627, depois que uma enchente em 1626 fez com que três das quatro paredes desabassem.
4. Esta estrutura inclinada, cobrindo três lados da Caaba, é conhecida como Shadherwaan (em árabe: شاذروان) e foi adicionada em 1627 junto com o Mīzāb al-Raḥmah para proteger a fundação da água da chuva.
5. O Hatīm (também romanizado como "ódio") e também conhecido como Hijr Ismail, é um muro baixo que fazia parte da Caaba original. É uma parede semicircular oposta, mas não conectada à parede noroeste da Caaba. Tem 1,31 m de altura e 1,5 m de largura e é composta de mármore branco. O espaço entre o hatīm e a Caaba fazia originalmente parte da Caaba e, portanto, não é acessado durante o tawaf.
6. O al-Multazam, o espaço de aproximadamente 2 m ao longo da parede entre a Pedra Negra e a porta de entrada. Às vezes, é considerado piedoso ou desejável que um peregrino toque esta área da Caaba.
7. A Estação de Ibrahim (Maqam Ibrahim) é um recinto de vidro e metal com o que se diz ser uma impressão dos pés de Abraão (ou Ibrahim). Diz-se que Ibrahim ficou sobre esta pedra durante a construção das partes superiores da Caaba, levantando Ismail sobre os ombros para as partes superiores.
8. O canto da Pedra Negra. Ele está voltado ligeiramente para sudeste do centro da Caaba. Os quatro cantos da Caaba apontam aproximadamente para as quatro pontos cardeais da bússola.[2]
9. O Rukn al-Yamani (em árabe: الركن اليمني, romanizado: ar-Rukn al-Yamani, literalmente 'O Canto do Iêmen'), também conhecido como Rukn-e-Yamani ou Rukn-e-Yemeni, é o canto do Kaaba voltada ligeiramente para sudoeste do centro da Caaba.[2][55]
10. O Rukn ush-Shami (em árabe: الركن الشامي, romanizado: ar-Rukn ash-Shami, lit. 'O Canto Levantino'), também conhecido como Rukn-e-Shami, é o canto da Caaba voltado ligeiramente para noroeste de o centro da Kaaba.[2][55]
11. O Rukn al-'Iraqi (em árabe: الركن العراقي, romanizado: ar-Rukn al-'Iraqi, lit. 'O Canto Iraquiano'), é o canto que fica ligeiramente voltado para o nordeste do centro da Caaba.
12. Kiswah, a cobertura de tecido bordado. A kiswa é uma cortina de seda preta e ouro que é substituída anualmente durante a peregrinação do haje.[57][58] Dois terços da subida é o hizam, uma faixa de texto corânico bordado a ouro, incluindo a shahada, a declaração de fé islâmica. A cortina sobre a porta da Caaba é especialmente ornamentada e é conhecida como sitara ou burqu..[59] O hizam e o sitara têm inscrições bordadas em fios de ouro e prata,[60] incluindo versos do Alcorão e súplicas a Alá.[61][62]
13. Faixa de mármore marcando o início e o fim de cada circunvolução.

Nota: Observou-se que o eixo principal (longo) da Caaba se alinha com o surgimento da estrela Canopus para a qual sua parede sul está direcionada, enquanto seu eixo menor (suas fachadas leste-oeste) se alinham aproximadamente com o nascer do sol do solstício de verão e o pôr do sol do solstício de inverno.

## Significado no Islã

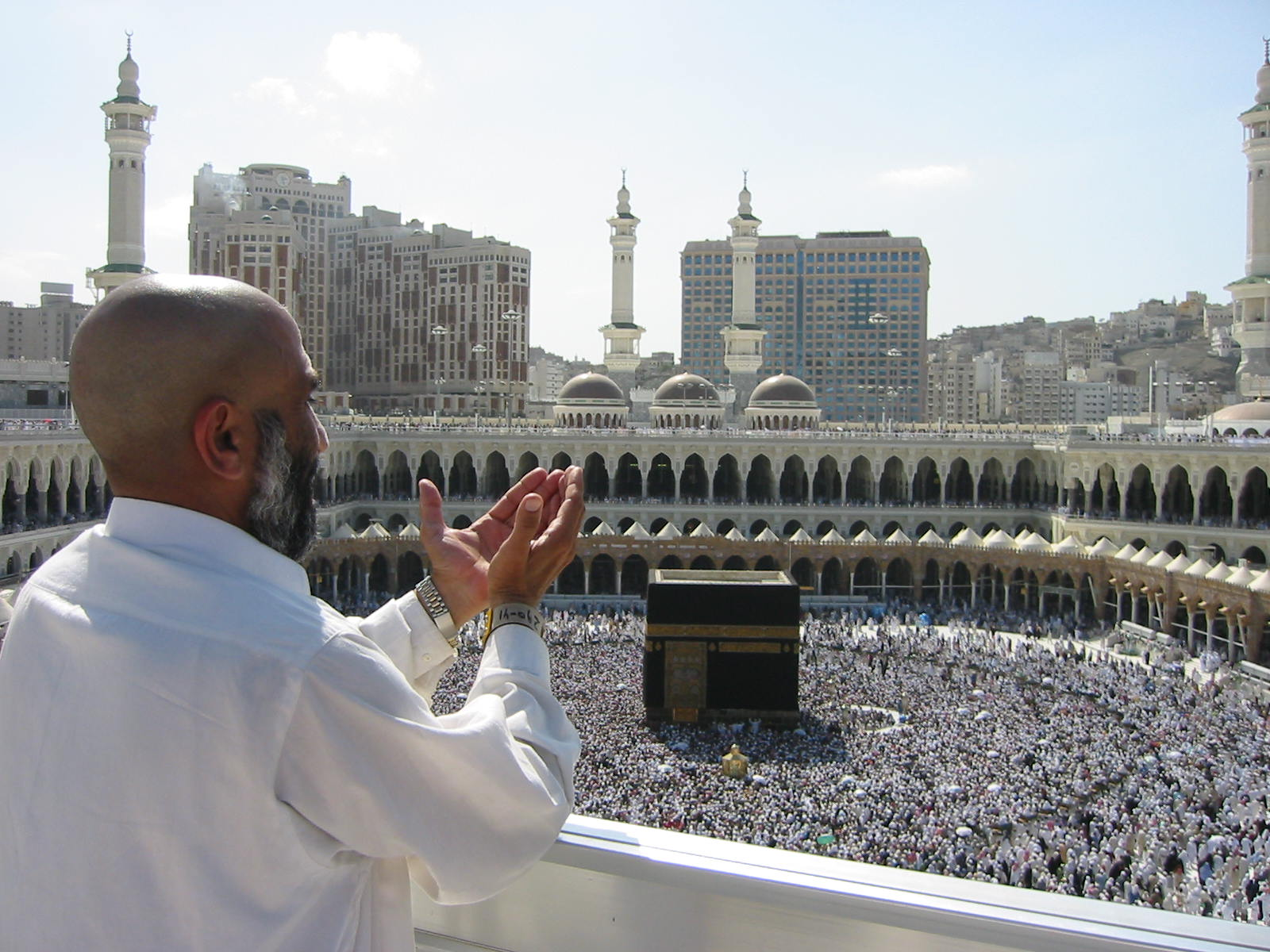
Peregrino reza diante da Caaba durante o haje

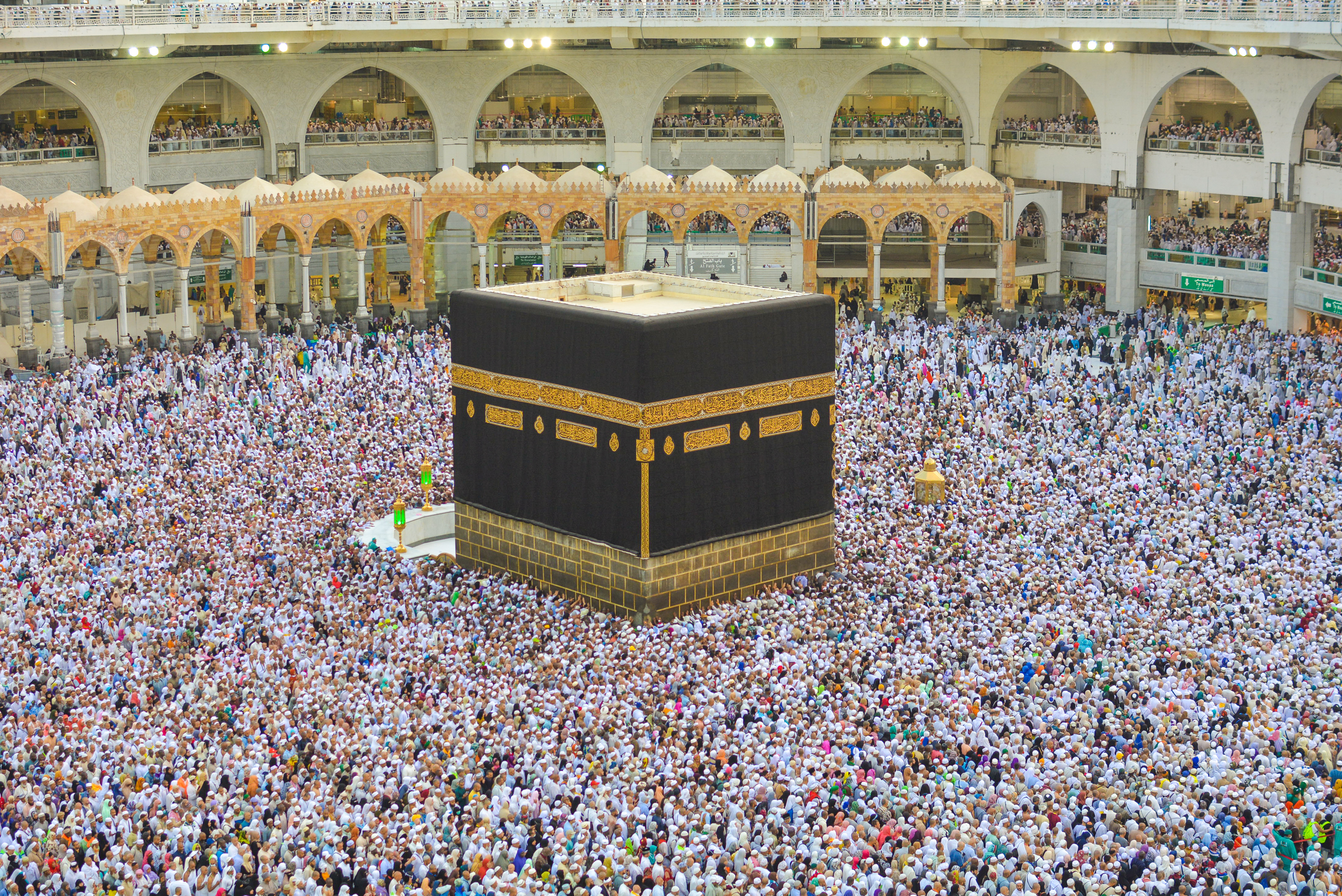
A Caaba durante o haje de 2018

A Caaba é o local mais sagrado do Islã e é frequentemente chamada por nomes como o Bayt Allah (em árabe: بيت الله, translit. Bayt Allah, lit. 'Casa de Alá')  e Bait Alá al-Haram (em árabe: بيت الله الحرام, translit. Bayt Allah il-Haram, lit. 'A Casa Sagrada de Alá')

### Tawaf
O tawaf (em árabe: طَوَاف) é um dos rituais islâmicos de peregrinação e é obrigatório durante o haje e a umrah. Os peregrinos dão a volta na Caaba (o local mais sagrado do Islã) sete vezes no sentido anti-horário; os três primeiros em um ritmo apressado na parte externa da Mataaf e os últimos quatro vezes mais perto da Caaba em um ritmo lento. Acredita-se que o movimento circular demonstra a unidade dos crentes na adoração do Deus Único, à medida que se movem em harmonia juntos ao redor da Caaba, enquanto suplicam a Deus. Estar em um estado de wudu (ablução) é obrigatório durante a realização do tawaf, pois é considerado uma forma de adoração ('ibadah).
O tawaf começa no canto da Caaba onde está a Pedra Negra. Se possível, os muçulmanos devem beijá-la ou tocá-la, mas geralmente isso não é possível devido à grande multidão. Eles também devem entoar o basmala e o  takbir cada vez que completarem uma revolução. Os peregrinos do haje geralmente são aconselhados a "fazer ṭawāf" pelo menos duas vezes - uma vez como parte do haje e novamente antes de deixar Meca.

### Quibla
O quibla é a direção em que o muçulmano reza durante a oração. [Alcorão 2:143] A direção durante a oração é a direção onde a Caaba está, em relação à pessoa que ora. Além de orar, os muçulmanos geralmente consideram que o quibla enquanto recita o Alcorão é uma parte da boa etiqueta.[carece de fontes?]

## Limpeza
O edifício é aberto duas vezes por ano para a cerimônia de "a limpeza da Sagrada Kaaba" (em árabe: تنظيف الكعبة المشرفة, translit. Tanzif al-Ka'bat al-Musharrafah, lit. 'Limpeza do Cubo Sagrado'). A cerimônia ocorre no dia 1º de Sha'baan, o oitavo mês do calendário islâmico, aproximadamente trinta dias antes do início do mês do Ramadã e no dia 15 de Moarrão, o primeiro mês. As chaves para a Caaba são mantidas pela tribo Banī Shaybah (em árabe: بني شيبة), uma honra concedida a eles por Maomé. Membros da tribo cumprimentam os visitantes do interior da Caaba por ocasião da cerimônia de limpeza.
O governador da província de Meca e os dignitários que os acompanham limpam o interior da Caaba usando panos embebidos em água Zamzam com perfume de pau-de-águila. Os preparativos para a lavagem começam um dia antes da data combinada, com a mistura da água Zamzam com vários perfumes luxuosos, incluindo a rosa tayef, o oud e o almíscar. Água de Zamzam misturada com perfume de rosa é espalhada no chão e limpa com folhas de palmeira. Normalmente, todo o processo é concluído em duas horas.